# Le Meix
Le Meix é uma comuna francesa na região administrativa da Borgonha-Franco-Condado, no departamento de Côte-d'Or. Estende-se por uma área de 11 km². Em 2010 a comuna tinha 49 habitantes (densidade: 4,5 hab./km²).